# 한국의 도시별 대표 요리 목록
다음은 한국의 도시별 대표 요리에 대하여 기술한 것이다.

## 조선민주주의인민공화국

### 평안도

#### 평양직할시
- 평양 랭면 (평양 식 냉면)

### 경기도

#### 개성특급시
- 인삼[1]

## 대한민국
| 강원도 삼척시 곰치국 [ 2 ] 속초시 아바이순대 [ 3 ] 오징어순대 [ 4 ] 코다리냉면 춘천시 닭갈비 막국수 [ 5 ] 평창군 메밀 [ 6 ] 홍천군 찰옥수수 [ 7 ] 횡성군 한우 더덕 [ 8 ] 찐빵 [ 9 ] 경기도 가평군 잣 이천시 쌀 여주시 쌀 고구마 복숭아 가지 참외 포천시 막걸리 [ 10 ] 갈비 [ 11 ] 화성시 포도 | 충청도 금산군 인삼 [ 12 ] 논산시 딸기 괴산군 고추 서천군 음성군 고추 천안시 호두과자 [ 13 ] 청양군 구기자 전라도 고흥군 유자 곡성군 멜론 [ 14 ] 광양시 불고기 재첩 나주시 곰탕 배 남원시 추어탕 보성군 녹차 [ 15 ] 꼬막 신안군 홍어 영광군 굴비 [ 16 ] | - 비빔밥 - 모주 - 이강주 - 감귤 - 말고기 |